# Historische Kommunikation
Historische Kommunikation beschreibt einen Dialog mit der Vergangenheit, Auseinandersetzung mit Geschichte im Allgemeinen, mit speziellen Epochen oder thematisch abgegrenzten Bereichen. Die Form der Auseinandersetzung reicht von kritischer Distanz und problemorientierter Aufarbeitung bis hin zum Wunsch nach schlichter Bewahrung des kulturellen Gedächtnisses.

## Außendarstellung von Unternehmen
In jüngster Zeit spielt Historische Kommunikation besonders bei der Außendarstellung von Wirtschaftsunternehmen eine zunehmend wichtigere Rolle. Für die interne und externe Kommunikation setzen – als prominenteste Beispiele - etwa Bosch oder VW gezielt auf die Aufarbeitung der eigenen Geschichte unter ausdrücklichem Einbezug problematischer Traditionsbestände.
Die Gratwanderung zwischen der Dienstleistung für die geschichtswissenschaftliche Forschung und der funktionalen Integration in die Abläufe des Unternehmens stellt  aus Historikersicht das Kernproblem dieser Form der Unternehmenskommunikation dar.

## Private Erinnerungen
Unter den Begriff der HK ist auch die private Vergangenheitsaufarbeitung zu subsumieren. Aus historischer Perspektive beschreibt sie  persönliche Lebensläufe und Schicksale auf unterschiedlichen Medienträgern. Vordem waren Biografien bekannter Menschen öffentlich von Belang. Längst sind Memoiren von Fußballtorwarten eher Modeerscheinung. Schon früher ließen sich auch Privatmenschen porträtieren. Mittlerweile fertigen sie häufiger Selbstdarstellungen an. Oft lassen sie ihr Leben von professionell arbeitenden Geschichtsagenturen aufarbeiten. Das Medium Buch ergänzen auditive und audiovisuelle Medienträger.